# François Jules Pictet

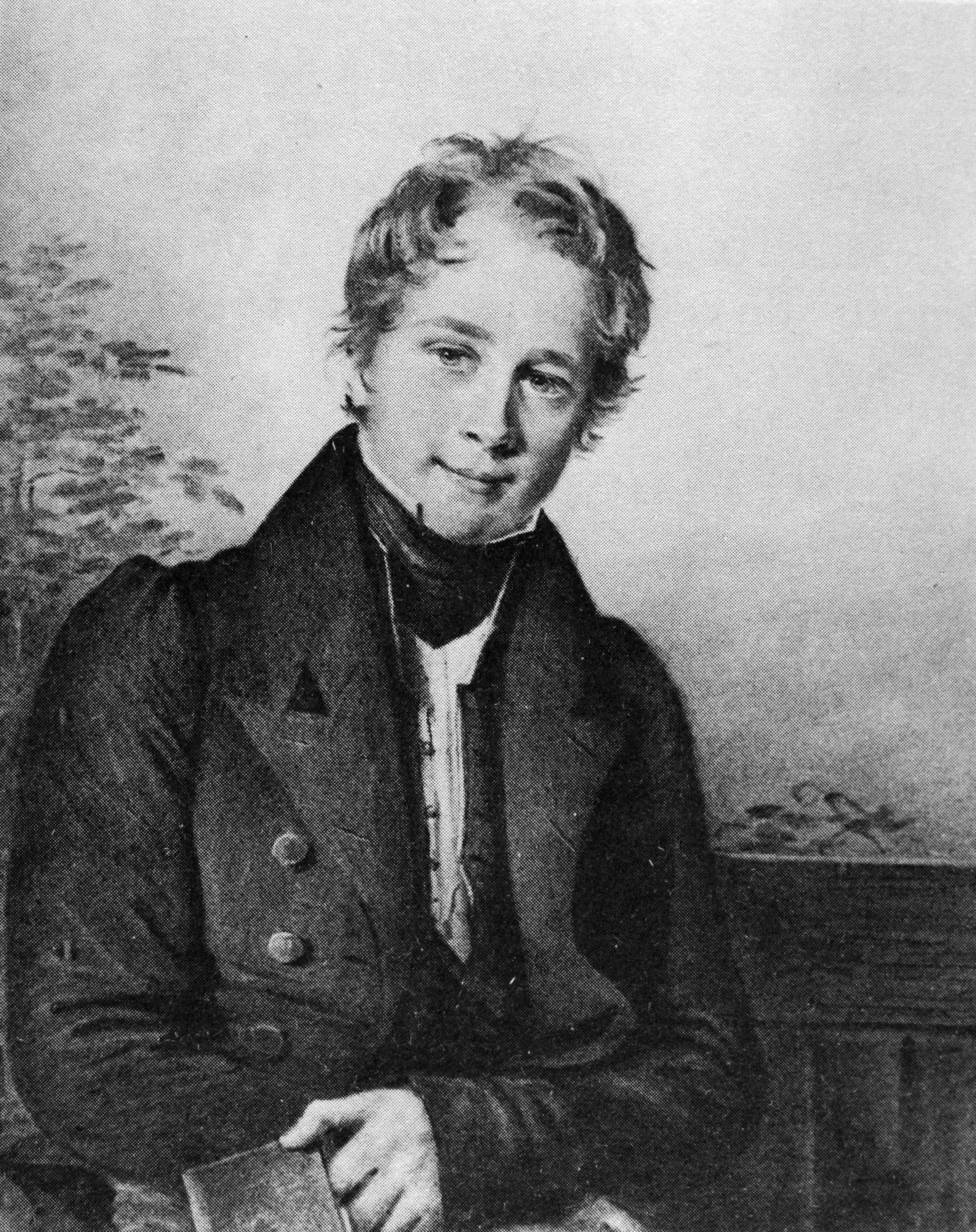
Porträt von 1830

François Jules Pictet de la Rive (* 27. September 1809 in Genf; † 15. März 1872 in Genf) war ein Schweizer Zoologe und Paläontologe.

## Leben und Wirken

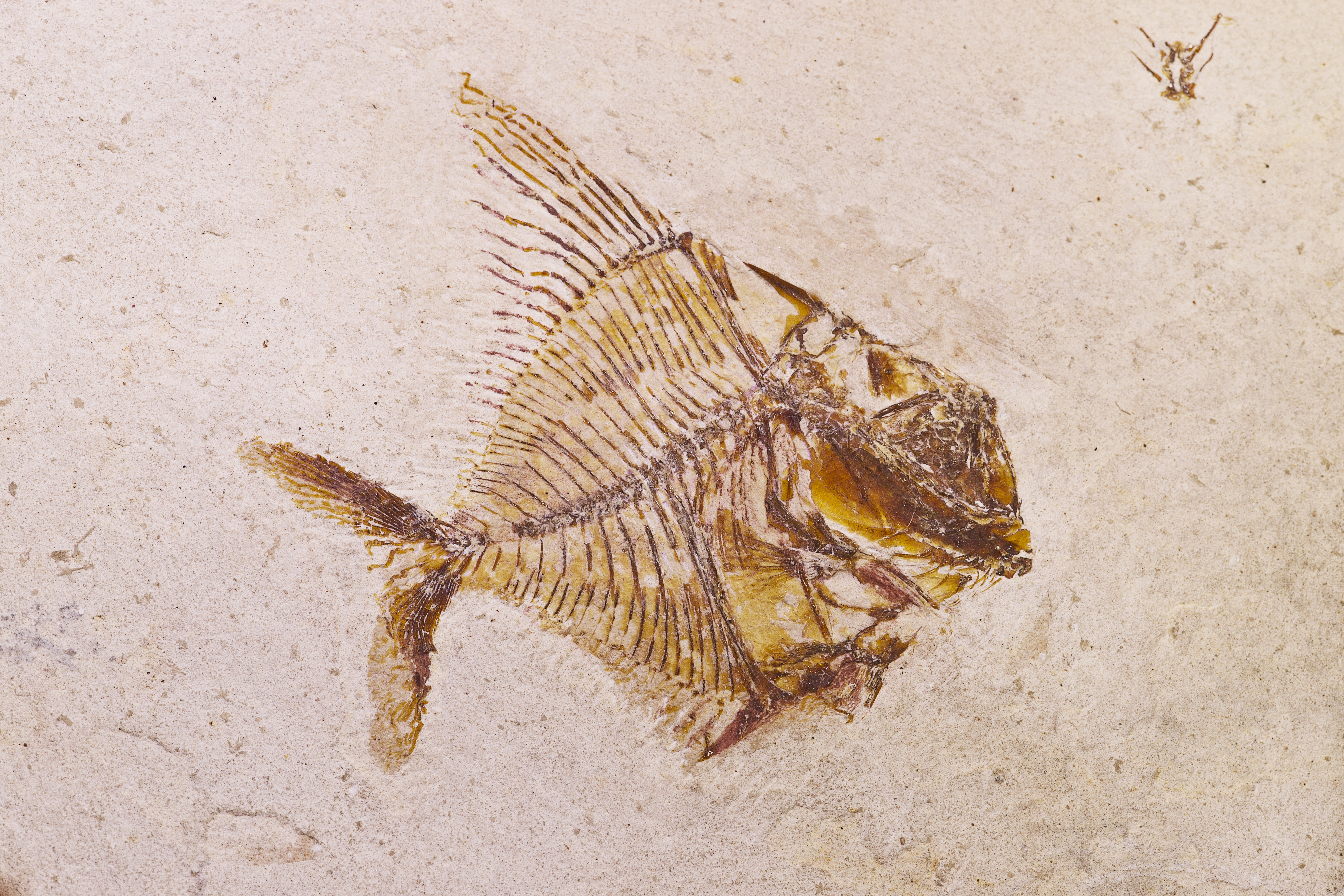
Aipichthys minor (Pictet 1850)

Er studierte zuerst in Genf und dann bei Georges Cuvier und Blainville in Paris. Während seiner Genfer Studienzeit trat er dem Schweizerischen Zofingerverein bei. Nach seiner Rückkehr auf Paris nach Genf arbeitete er mit Augustin-Pyrame de Candolle. 1835 wurde er zum Professor der Zoologie und Anatomie an der Universität Genf ernannt. Später lehrte er auch Geologie und Paläontologie. Sein Forschungsgebiet war die Insektenkunde und die Paläontologie. Im Jahr 1835 wurde er zum Mitglied der Leopoldina gewählt. 1839 wurde Pictet von Félix Édouard Guérin-Méneville als Mitglied Nummer 155 der Société Cuvierienne vorgestellt. Seit 1848 war er korrespondierendes Mitglied der Bayerischen Akademie der Wissenschaften und seit 1867 der Académie des sciences in Paris.
Er war Rektor der Universität Genf von 1847 bis 1850 und von 1866 bis 1868. Er war während vieler Jahre Mitglied des Genfer Kantonsparlament, das er 1863 und 1864 präsidierte.
Oswald Heer benannte ihm zu Ehren das triassische Insekt Chauliodites picteti HEER, 1864.
Pictet de la Rive war der Cousin des Linguisten Adolphe Pictet. Er ist auf dem Cimetière des Rois begraben, der als Genfer Pantheon gilt.

## Schriften (Auswahl)
- Histoire naturelle des insectes névroptères. 2 Bde., Genève 1841–43
  - Histoire naturelle des insectes névroptères. Famille des Perlides. J. Kessmann, Genève 1841 (Archive)
  - Histoire naturelle des insectes névroptères. Famille des Perlides. Planches. J. Kessmann, Genève 1841 (Archive)
  - Histoire naturelle des insectes névroptères. Famille des Ephemerines. J. Kessmann et A. Cherbuliez, Genève 1843 (Archive)
- Traité de paléontologie. 4 Bde., 2. Aufl., Paris 1853–57
- Description des mollusques fossiles dans les environs de Genève. 3 Bde., Paris 1847–51
- Les poissons fossiles du mont Liban. Paris 1850
- Mit H. Hagen: (Hrsg. Georg Carl Berendt): Die im Bernstein befindlichen organischen Reste der Vorwelt. Zweiter Band. II. Abtheilung. Die im Bernstein befindlichen Neuropteren der Vorwelt. Nicolai, Berlin 1856 (Archive)
- Mélanges paléontologiques. Bâle; Genève; Paris 1863–1867
- mit A. Humbert: Nouvelles recherches sur les poissons fossiles du Mont Liban. Genève 1866